# Act. 5 New Action
Act. 5 New Action è il terzo ed ultimo EP del gruppo musicale sudcoreano Gugudan, pubblicato il 6 novembre 2018 dalla Jellyfish Entertainment e distribuito da CJ E&M.
L'album è stato l'unica pubblicazione senza il membro Hyeyeon, e l'ultima come gruppo musicale, prima del loro scioglimento ufficiale avvenuto il 30 dicembre 2020.

## Tracce
1. Not That Type – 3:12 (testo: Music Cube, Jam Factory – musica: Erik Nyholm, Jessica Jean Pfeiffer)
2. Be Myself – 3:01 (testo: Inner child (MonoTree) – musica: Inner child (MonoTree), PUFF)
3. Dear – 3:53 (testo: Kim Se-jeong – musica: Erik Lidbom, Gifty Dankwah)
4. Shotgun – 2:57 (testo: Park Sohyun – musica: Paul Najjar, Yiva Dimberg)
5. Do It – 3:17 (testo: Ravi – musica: Ravi, PUFF)
6. Pastel Sweater – 4:25 (testo: Kim Ji-hyang – musica: MLC, Erik Libdom)

## Classifiche
| Classifica (2018) | Posizione massima |
| ----------------- | ----------------- |
| Corea del Sud     | 8                 |